# Forward Error Correction
In un sistema di telecomunicazione, il termine Forward Error Correction (FEC) indica un meccanismo su canale monodirezionale di rilevazione e successiva correzione degli errori a valle di una trasmissione digitale basato su un'opportuna codifica di canale e sull'aggiunta di bit di ridondanza al flusso monodirezionale informativo funzionali all'elaborazione da parte di appositi algoritmi. Esistono diversi tipi di algoritmi, calibrati sulle specifiche caratteristiche trasmissive (come ad esempio bit rate e tecnologia trasmissiva), con capacità più o meno spinte di correzione in funzione della codifica e del tipo di elaborazione utilizzate. Tali algoritmi consentono inoltre di derivare una statistica in grado di monitorare quanti bit sono stati corretti con successo e stimare quanta parte del segnale non è stato possibile correggere, consentendo così di misurarne l'efficacia tramite una stima del tasso di errore del segnale prima e dopo la correzione.

## Descrizione
Caratteristica peculiare della trasmissione digitale è la possibilità di annullare alcuni degli eventuali errori di trasmissione dovuti a una qualunque causa (rumore o attenuazione del segnale a causa pioggia, vento, sbalzo di tensione nell'apparato trasmittente o altro sia nelle comunicazioni wireless che nelle comunicazioni cablate; effetti di attenuazione, dispersione cromatica, non linearità, dispersione del modo di polarizzazione nel caso delle trasmissioni su fibra ottica): ciò è reso possibile dalla trasmissione, insieme ai dati veri e propri, anche di dati ridondanti, ovvero dati aggiuntivi rispetto al segnale originale: il ricevitore, elaborando i dati ricevuti, può quindi effettuare controlli sull'integrità dei dati e, se rileva uno o più errori, può tentare di correggerli basandosi sulle informazioni veicolate dai dati aggiuntivi.

### Quantità di errori recuperabili
La percentuale di errori che possono essere corretti con questa tecnica non è totale, ma limitata: se una trasmissione è particolarmente disturbata (SNR basso), oppure, nel caso di trasmissioni via etere, l'antenna è mal direzionata o si verifica la presenza di oggetti estranei fra trasmettitore e ricevitore (ad esempio, il ramo di un albero), la quantità di errori rilevata dal ricevitore può superare la soglia critica e non risultare più correggibile: in questo caso, il dato ricevuto non sarà più utilizzabile. Se il sistema di trasmissione è bidirezionale e supporta un sistema di conferma/ritrasmissione, il pacchetto di dati corrotto verrà ritrasmesso per intero; se invece si tratta di un sistema monodirezionale, come ad esempio i segnali televisivi, si perderanno uno o più fotogrammi, oppure i fotogrammi ricevuti risulteranno danneggiati, tipicamente con la comparsa all'interno dell'immagine di "quadrati colorati" sparsi (gli addetti ai lavori chiamano il fenomeno "squadrettamento").

### Efficienza dell'algoritmo
L'efficienza dell'algoritmo di correzione FEC dipende dal rapporto (comunemente detto code rate) tra il numero di bit da trasmettere e il numero di bit complessivamente trasmessi, comprensivi dei bit di controllo; questo rapporto può assumere i valori 1/2, 2/3, 3/4, 4/5, 5/6 e 7/8. Un transponder con FEC 3/4 significa che ogni 3 bit di informazione da trasmettere ne viene aggiunto 1 di controllo per complessivi 4 bit effettivamente trasmessi. Pertanto, un transponder che trasmetta con FEC 2/3 è più affidabile di uno che trasmetta con un FEC 5/6, in rapporto alla quantità tra bit utili e bit complessivi.